# Luxemburg az 1992. évi téli olimpiai játékokon
Luxemburg a franciaországi Albertville-ben megrendezett 1992. évi téli olimpiai játékok egyik részt vevő nemzete volt. Az országot az olimpián 1 sportágban 1 sportoló képviselte, aki összesen 2 érmet szerzett. Luxemburg az első érmeit szerezte a téli olimpiai játékok történetében.

## Érmes
| Érem  | Versenyző       | Sportág  | Versenyszám                  |
| ----- | --------------- | -------- | ---------------------------- |
| Ezüst | Marc Girardelli | Alpesisí | Férfi szuperóriás-műlesiklás |
| Ezüst | Marc Girardelli | Alpesisí | Férfi óriás-műlesiklás       |

## Alpesisí
Férfi
| Versenyző       | Versenyszám            | 1. futam | 1. futam | 2. futam | 2. futam | Összesítés    | Összesítés    |
| Versenyző       | Versenyszám            | Idő      | Hely.    | Idő      | Hely.    | Idő           | Helyezés      |
| --------------- | ---------------------- | -------- | -------- | -------- | -------- | ------------- | ------------- |
| Marc Girardelli | Lesiklás               |          |          |          |          | nem ért célba | nem ért célba |
| Marc Girardelli | Műlesiklás             | kizárták | kizárták | kiesett  | kiesett  | kiesett       | kiesett       |
| Marc Girardelli | Óriás-műlesiklás       | 1:04,70  | 2.       | 1:02,60  | 3.       | 2:07,30       |               |
| Marc Girardelli | Szuperóriás-műlesiklás |          |          |          |          | 1:13,77       |               |

| Versenyző       | Versenyszám | Lesiklás      | Lesiklás      | Lesiklás      | Műlesiklás | Műlesiklás | Műlesiklás | Műlesiklás | Műlesiklás | Műlesiklás | Műlesiklás | Összesítés | Összesítés |
| Versenyző       | Versenyszám | Lesiklás      | Lesiklás      | Lesiklás      | 1. futam   | 1. futam   | 2. futam   | 2. futam   | Össz.      | Össz.      | Össz.      | Összesítés | Összesítés |
| Versenyző       | Versenyszám | Idő           | Pont          | Hely.         | Idő        | Hely.      | Idő        | Hely.      | Idő        | Pont       | Hely.      | Pont       | Helyezés   |
| --------------- | ----------- | ------------- | ------------- | ------------- | ---------- | ---------- | ---------- | ---------- | ---------- | ---------- | ---------- | ---------- | ---------- |
| Marc Girardelli | Összetett   | nem ért célba | nem ért célba | nem ért célba | kiesett    | kiesett    | kiesett    | kiesett    | kiesett    | kiesett    | kiesett    | kiesett    | kiesett    |